# Staurotypinae
Staurotypinae – podrodzina żółwi skrytoszyjnych z rodziny mułowcowatych (Kinosternidae).

## Zasięg występowania
Podrodzina obejmuje gatunki występujące od Meksyku do Hondurasu.

## Podział systematyczny
W 1983 Bickham i Carr na podstawie badań DNA podnieśli status tej podrodziny do rangi rodziny krzyżopiersiowatych (Staurotypidae), ponieważ DNA tych żółwi znacząco różni się od żółwi z rodziny mułowcowatych. W pełnej systematyce żółwi rodzinę Staurotypidae umieścili King i Burke w 1989 roku, ale późniejsi autorzy nie uznają tej rodziny.
Do podrodziny należą następujące rodzaje:
- Claudius Cope, 1865 – jedynym przedstawicielem jest Claudius angustatus Cope, 1865 – namulnik wielkogłowy[7]
- Staurotypus Wagler, 1830